# Nicèfor Filòsof
Nicèfor Filòsof (en llatí Nicephorus Philosophus, en grec Νικηφόρος) fou un escriptor romà d'Orient que va florir a l'entorn del 900 a Constantinoble, on era conegut i apreciat per la seva intel·ligència i pel seu mestratge.
Va escriure Oratio Panegyrica, s. Vita Antonii Caulei (Cauleae) Patriarch sobre el patriarca Antoni II de Constantinoble (893-901). Probablement va ser l'autor de Ὀκτατευχὸς, (Octateuchus) sive Catena in Octateuchum et Libros Regum, que podria ser també obra d'un Nicephorus Hieromonachus.